# Supercoppa greca 2008 (pallavolo)
La Supercoppa greca 2008 si è svolta il 5 ottobre 2008: al torneo hanno partecipato due squadre di club greche e la vittoria finale è andata per la quarta volta, la seconda consecutiva, all'Īraklīs Salonicco.

## Regolamento
Le squadre hanno disputato una gara unica.

## Squadre partecipanti
| Squadra           | Qualificazione                     |
| ----------------- | ---------------------------------- |
| Īraklīs Salonicco | Vincitrice A1 Ethnikī 2007-08      |
| Panathīnaïkos     | Vincitrice Coppa di Grecia 2007-08 |

## Torneo
| 5 ottobre 2008 AEK Larisas, Larissa Durata: ? - Spettatori: ? | Īraklīs Salonicco | 3 - 2 | Panathīnaïkos | 16-25, 25-20, 16-25, 25-16, 15-13 |